# Culture polynésienne

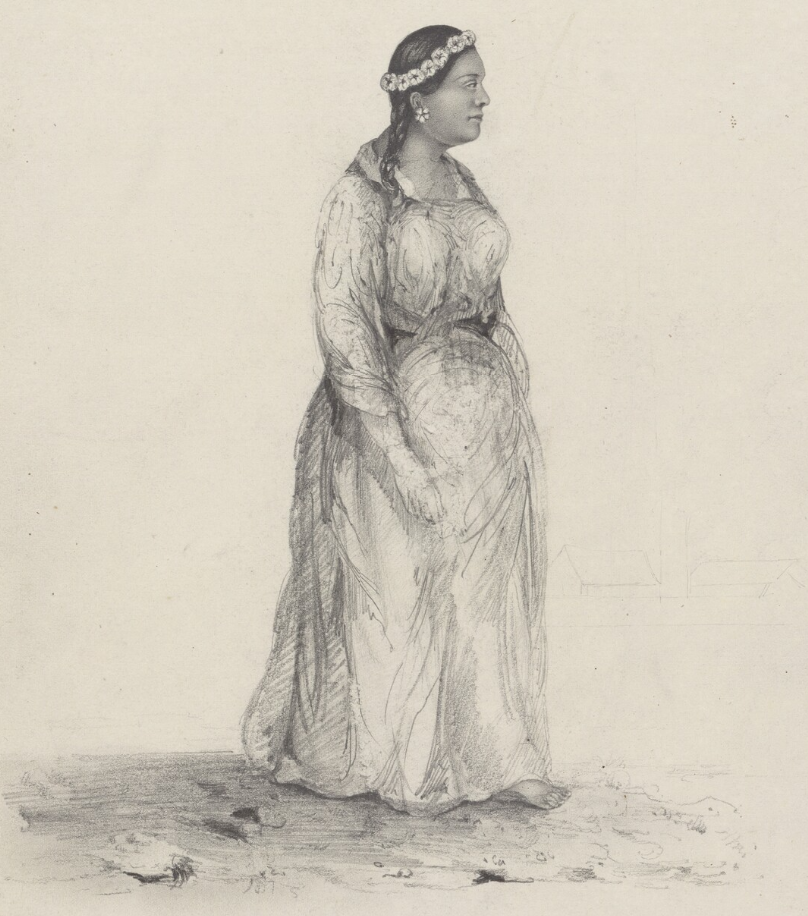
Pōmare IV (1813-1877), reine de Tahiti (1827-1877). Plus long règne de toute l'histoire de l'île et seule reine régnante de Tahiti.

La culture polynésienne se définit comme la culture des peuples autochtones de la Polynésie qui ont des traits caractéristiques communs comme la langue, les coutumes et l’organisation sociale.
Le développement de la culture polynésienne peut être divisé en quatre périodes : le peuplement de la Polynésie, le développement pré-colonial, la colonisation et l'époque contemporaine (de la fin de la Seconde Guerre mondiale à nos jours).

## Histoire

### Peuplement de la Polynésie (1800av. J.-C.à700)

#### La Préhistoire polynésienne
Les migrations des populations ont probablement été provoquées par un changement environnemental majeur survenu vers 15 000 ou 7 000 ans avant la dernière ère glaciaire : la submersion du plateau continental de Sunda. Le chercheur Stephen Oppenheimer souligne comment la montée des mers a causé la submersion de la péninsule de Sunda, en créant notamment les mers de Java, de la Chine méridionale et les milliers d'îles qui forment aujourd'hui l'Insulinde.

#### Origine de la population
Des analyses récentes des génomes mitochondriaux maternels suggèrent que les Polynésiens, y compris les Samoans, les Tongiens, les Niuéens, les habitants de l'île Cook, les Tahitiens, les Hawaïens, les Marquisiens et les Maoris, sont génétiquement liés aux peuples autochtones de la région de l'Asie du Sud-Est et également aux autochtones de Formose. Cette empreinte génétique est confirmée par des données linguistiques et archéologiques. Des études récentes sur les chromosomes Y démontrent que les Polynésiens sont également génétiquement apparentés aux peuples de la Mélanésie. 
Des études linguistiques postulent l'apparition après 2000 av. J.-C. d'une culture à l'origine des langues austronésiennes parlées dans les îles allant de l'Asie du Sud-Est jusqu'à l'ouest de la Micronésie et de la Mélanésie.
L'archéologie confirme ce postulat car il existe des traces du peuple et de son expansion : ce groupe humain que l'on appelle communément Lapita possède en effet plusieurs caractéristiques, en particulier ses poteries rouges, retrouvées à Taïwan, dans le nord-ouest de la Mélanésie et dans l'archipel Bismarck.

#### Le peuple Lapita
La civilisation Lapita est très présente dans les données archéologiques de la Mélanésie grâce à ses grands villages permanents établis sur des falaises tout au long des côtes. Cette civilisation est caractérisée à la fois par son art de la poterie mais aussi par l'élevage de trois espèces fondamentales de toutes les cultures polynésiennes: le porc, la poule et le chien. Si la poterie s'est perdue faute de matériau, ces trois animaux sont restés et sont une preuve tangible d'appartenance ou non à une descendance commune.
Pendant trois ou quatre siècles entre 1300 av. J.-C. et 900 av. J.-C., la civilisation lapita s'est diffusée à 6 000 km au-delà de l'archipel Bismarck jusqu'à atteindre des îles éloignées comme Tonga et Samoa. Une culture propre aux Polynésiens s'est développée dans cette région. 

#### Les premiers Polynésiens
Les premiers Polynésiens étaient un peuple marin très aventureux avec des compétences en navigation très développées. Ils ont d'abord colonisé des îles inhabitées en effectuant des voyages de plusieurs jours dans de très longs canoës, parfois sous des vents contraires. Les navigateurs polynésiens, orientés par le Soleil et les étoiles, mais surtout par une observation attentive des réflexions des nuages et les schémas de vol des oiseaux, étaient capables de déterminer l'existence et la localisation géographique des îles. Le nom donné à une étoile ou à une constellation servait de repère pour la navigation était « Kaweinga ». 
La découverte de nouvelles îles et archipels était l'occasion de nouvelles colonisations et d'expansion pour leur peuple. Des données archéologiques indiquent qu'en l'an 1280, les Polynésiens avaient déjà occupé le triangle polynésien (délimité au nord par Hawaï, à l'est par Rapa Nui et au sud par la Nouvelle-Zélande.
Les îles étant isolées, aucun État central n'a jamais existé en Polynésie. Chaque île avait son organisation politique et religieuse propre, bien qu'elles présentent des similarités. On sait qu'il y avait toutefois des relations commerciales entre les îles, et que certaines sociétés en dépendaient (voir l'Histoire des îles Pitcairn).
Du fait de la proximité relative de l'Île de Pâques, les Polynésiens pourraient avoir atteint l'Amérique du Sud. Des squelettes fossilisés de poules datés entre 1321 et 1407 ont été récemment retrouvés par des archéologues chiliens dans la péninsule d'Arauco, dans le Sud du Chili. Si c'est une preuve tangible qu'il y a eu une découverte de continent américain par les Polynésiens, rien n'indique qu'il y ait eu établissement de population, et encore moins d'échange avec les autochtones.

### Histoire précoloniale: (de700à1595)
Alors que les premiers Polynésiens étaient des navigateurs expérimentés, plusieurs preuves indiquent que leur principale motivation était pour faciliter les besoins d'une population en pleine croissance. La littérature orale polynésienne ne parle pas d'explorateurs occupés à conquérir de nouveaux territoires, mais non plus de découvertes héroïques de nouvelles terres pour tous ceux qui voyageaient avec eux. Alors que d'ultérieurs flux de migrants venus des autres îles polynésiennes augmentaient parfois la croissance et le développement de la population locale et dans la plupart des cas, la culture de chaque île ou de chaque groupe d'îles s'est développée en autarcie. La communication entre les groupes d'îles n'était pas très développée et il n'existe aucune preuve d'un quelconque intérêt pour une telle communication pendant cette période-là, ou du moins, pas pour des raisons économiques.
Pendant la période qui a suivi la colonisation complète de la Polynésie, chaque population locale a développé son système politique de plusieurs façons, de la monarchie bien organisée de certaines îles et groupes d'îles, aux tribus toujours en guerre ou de grands groupes familiaux entre plusieurs parties des îles, et dans certains cas, même au sein d'une même vallée dans plusieurs îles.
Alors qu'il est très probable que les pressions des populations causaient des tensions entre plusieurs groupes, la principale force qui semble avoir entrainé l'unité ou la division entre les tribus et les groupes familiaux est de nature géophysique : dans les îles basses où les communications semblent ne pas rencontrer d'obstacles, il n'existe pas de preuves d’un quelconque conflit important.
Pendant ce temps, sur la plupart des îles volcaniques, il y avait, historiquement, des groupes toujours en guerre qui peuplaient plusieurs villages, très souvent délimités primitivement par des crêtes de montagne, mais y avait dans les plaines des confins soigneusement tracés. Cependant, plusieurs de ces îles ont développé très tôt une structure sociale et politique unifiée, très souvent sous la gouvernance d'un puissant monarque. Les îles Marquises en sont un exemple car, contrairement aux autres groupes habitant les îles volcaniques de la Polynésie, elles ne sont pas entourés d'un récif corallien, et par conséquent, n'ont pas de littoral. Chaque vallée sur les îles Marquises est accessible aux autres seulement par bateau ou en parcourant les pentes abruptes des crêtes montagnes.

### De la colonisation par les Européens jusqu'à laSeconde Guerre mondiale(1595à1939)
Les premières îles polynésiennes à avoir été visitées par des explorateurs venant d'Europe, étaient les îles Marquises, découvertes en premier par les Européens lorsque le navigateur espagnol, Álvaro de Mendaña de Neira, a découvert les îles en 1595.
À cause du manque de ressources minérales ou de pierre précieuses, l'exploration de la Polynésie par les navigateurs européens (dont la motivation principale était de nature économique), était beaucoup plus qu'un intérêt de passage. Le célèbre navigateur, le capitaine James Cook est le premier à avoir tenté d'explorer le plus possible la Polynésie.
Après les premiers contacts des Occidentaux avec la Polynésie, il y eut plusieurs changements dans la culture polynésienne, en majeure partie comme résultat de la colonisation par les puissances occidentales, de l'introduction d'un très grand nombre de nouvelles maladies auxquelles les Polynésiens n'étaient pas immunisés, les tentatives d'esclavage pour ravitailler les plantations en Amérique du Sud, et une arrivée massive de missionnaires chrétiens dont la plupart considéraient les Polynésiens comme des descendants des tribus perdues d'Israël. Dans beaucoup de cas, les puissances colonisatrices, très souvent sous la pression des conditions d'évangélisation, ont supprimé par la force l'expression de la culture des indigènes, y compris l'utilisation des langues polynésiennes.
Déjà au début du XXe siècle, presque toute la Polynésie est colonisée ou occupée à des degrés divers par les puissances coloniales occidentales comme il suit :
- Chili ;
  - île de Pâques
- France
  - Wallis et Futuna,
  - Polynésie française ;
- Allemagne
  - Samoa ;
- Royaume-Uni
  - Niue,
  - Îles Cook,
  - Nouvelle-Zélande,
  - Tokelau,
  - Tuvalu,
  - Pitcairn et les îles qui les forment ;
- États-Unis
  - Samoa américaines,
  - Hawaï,
  - la plupart des îles de la Ligne,
  - la plupart des îles Phœnix.

Toutes les exclaves polynésiennes étaient l'objet de revendications du Japon, de l'Empire britannique ou de la France.

### Depuis la fin de la Seconde Guerre mondiale (1939 jusqu'à nos jours)
Pendant la Seconde Guerre mondiale, les îles polynésiennes jouent un rôle prépondérant. L'attaque cruciale qui a poussé les États-Unis à entrer dans la guerre est l'attaque des Japonais sur Pearl Harbor, dans le centre de Oahu, Hawaï. Plusieurs îles ont été utilisées par les Alliés comme bases militaires, en particulier par les armées des États-Unis, y compris les îles orientales comme Bora Bora. Le contact entre les populations polynésiennes et les forces armées américaines provoque souvent un choc culturel, le contact avec la civilisation technologique et la société de consommation.
Après la Seconde Guerre mondiale, les changements politiques arrivent plus lentement dans les îles de la Polynésie que dans d'autres colonies d'outre-mer des puissances européennes. Bien que la souveraineté ait été accordée par une proclamation royale britannique à la Nouvelle-Zélande dès 1907, elle ne fut pas appliquée avant 1947.
Plusieurs nations obtiennent leur indépendance dans les années 1960, 1970 et 1980 :
- les Samoa, en tant que « Samoa occidentales » (de la Nouvelle-Zélande) en 1962 ;
- les Îles Cook (de la Nouvelle-Zélande) en 1965.
- Niue (de la Nouvelle-Zélande) en 1974[8],[9] ;
- les Tuvalu (du Royaume-Uni) en 1978 ;
- Les Îles Phœnix et la plupart des Îles de la Ligne en tant qu’État de la république des Kiribati (du Royaume-Uni) en 1979 ;

Les Tonga n'ont jamais vraiment été une colonie, mais un territoire sous protectorat limité du Royaume-Uni. Les Tonga n'ont jamais joui d'un gouvernement autonome, mais quand les décisions concernant les affaires étrangères ont été prises par les Tongiens, sans aucune référence au Royaume-Uni en 1970, on[Qui ?] a pu considérer que les Tonga avaient rejoint le Comité des Nations. Les Tonga sont le seul archipel dans le sud du Pacifique à n'avoir jamais été colonisé stricto sensu par une puissance européenne.
Les autres îles sont toujours sous la souveraineté officielle des nations suivantes :
- les Samoa américaines (États-Unis)
- la Polynésie française (France)
- les Îles Pitcairn (Royaume-Uni)
- les Tokelau (Nouvelle-Zélande)
- Wallis et Futuna (France) (passe d'un protectorat au statut de territoire d'outre-mer en 1961)
- L'île de Pâques (Chili)
- L'île Howland, l'île Baker, l'île Jarvis et l'Atoll Palmyra (États-Unis).

Les différences enclaves sont dans le territoire souverain des nations de Vanuatu, les îles Salomon, les îles Fidji, la Micronésie, et le territoire français de la Nouvelle-Calédonie. Hawaï est devenu un État des États-Unis, et on lui a donné un même statut politique qu'aux autres 49 États.
L'indépendance et/ou la grandissante autonomie n'est pas seulement la seule influence qui affecte la société polynésienne moderne. Les premières causes, sont en effet, la toujours grandissante accessibilité des îles aux influences externes, à travers le trafic aérien qui a été amélioré et aussi les moyens de télécommunication qui ont été eux aussi améliorés. L'importance économique du tourisme a aussi un impact dangereux sur la direction du développement des sociétés des différentes îles. L'accessibilité des sources extérieures, tout comme la viabilité du tourisme des îles a joué un rôle important auquel la culture moderne s'est adaptée pour s'accommoder des intérêts des étrangers, en opposition aux influences de ceux qui veulent promouvoir la sauvegarde des traditions indigènes. Pour cette raison, la Polynésie est aujourd'hui une zone où existent des degrés variés d'un flux culturel extrême.
Dans la génétique des Polynésiens d'aujourd'hui, le patrimoine génétique est mélangé avec beaucoup d'autres peuples. Étant donné qu’Hawaï a été l'exemple principal, il a reçu des masses venant de l'Asie comme les Philippins, Japonais, Coréens et Chinois pendant les dernières décades du XIXe siècle et le début du XXe pour travailler dans des plantations. Cela a donc poussé les polynésiens-hawaïens de souche.

## Influence
La sculpture tiki a donné son nom à la culture Tiki, un thème artistique et décoratif inspiré de la culture polynésienne à la mode aux États-Unis entre les années 1920 et 1960.